# Kururun rieru change !
Kururun rieru change ! (くるるんっ☆りえるチェンジ!) est un shōjo manga créé par An Nakahara en 2009, publié dans le magazine Ciao par l'éditeur Shōgakukan. Deux volumes sont parus en 2010.

## Synopsis
L'histoire est centrée sur Lieru, une fille qui a le béguin pour un garçon. Elle veut aller à la même l'école avec le garçon, peu importe quoi, et elle verra son vœu s'exaucer.

## Manga
| no | Japonais       | Japonais          |
| no | Date de sortie | ISBN              |
| -- | -------------- | ----------------- |
| 1  | 1er mars 2010  | 978-4-09-132883-0 |
| 2  | 27 août 2010   | 978-4-09-133378-0 |